# Ужурски рејон
Ужурски рејон (рус. Ужу́рский райо́н) је општински рејон у југозападном делу Краснојарске Покрајине, Руске Федерације.
Административни центар рејона је град Ужур (рус. Ужур). Налази се на удаљености 338 км југозападно од Краснојарска.
Рејон је формирана 4. априла 1924. године. Током грађанског рата у Ужурском и околним рејонима је постала организована побуна против совјетске владе под вођством локалног Козака наредника Ивана Соловјова. Бољшевици су се послужили лукавством и позвали Соловјова на преговоре, гарантујући му безбедност. Уместо преговора, Соловјов је ухапшен и убијен. За време Великог Отаџбинског рата, овај рејон је дао седам народних хероја Совјетског Савеза.
Суседни територије рејона су:
- север: Назаровски рејон;
- исток: Балахтински рејон;
- југ: Новосјоловски рејон и Република Хакасија;
- запад: Шариповски рејон.

Укупна површина рејона је 4.226 km².
Укупан број становника рејона је 31.981 (2014).